# Anne Morrow Lindbergh
Anne Morrow Lindbergh (Anne Spencer Morrow, Englewood, Nova Jersey, 22 de juny de 1906 - Vermont, 7 de febrer de 2001) va ser una escriptora i aviadora nord-americana.

## Biografia
Filla de l'empresari i polític nord-americà Dwight Morrow i la seva esposa, Elizabeth Cúter Morrow, poeta i defensora de l'educació de la dona. Va obtenir la seva llicenciatura en Filosofia i Lletres el 1928 i a l'any següent es va casar amb l'enginyer i aviador Charles Lindbergh, a qui va conèixer a Mèxic quan el seu pare el va portar com a senyal de bona voluntat, ja que era molt conegut perquè acabava de volar sobre l'Atlàntic sense escales. Els Lindbergh van anar de lluna de mel a Acapulco, llavors de moda entre els joves que volien anar d'aventura. Anne Morrow i el seu marit van tenir sis fills, un dels quals, Charles Jr., va ser segrestat i assassinat quan era un bebè. Arran d'aquest fet, als EUA el segrest és un delicte federal i la llei que així ho disposa es diu Llei Lindbergh.

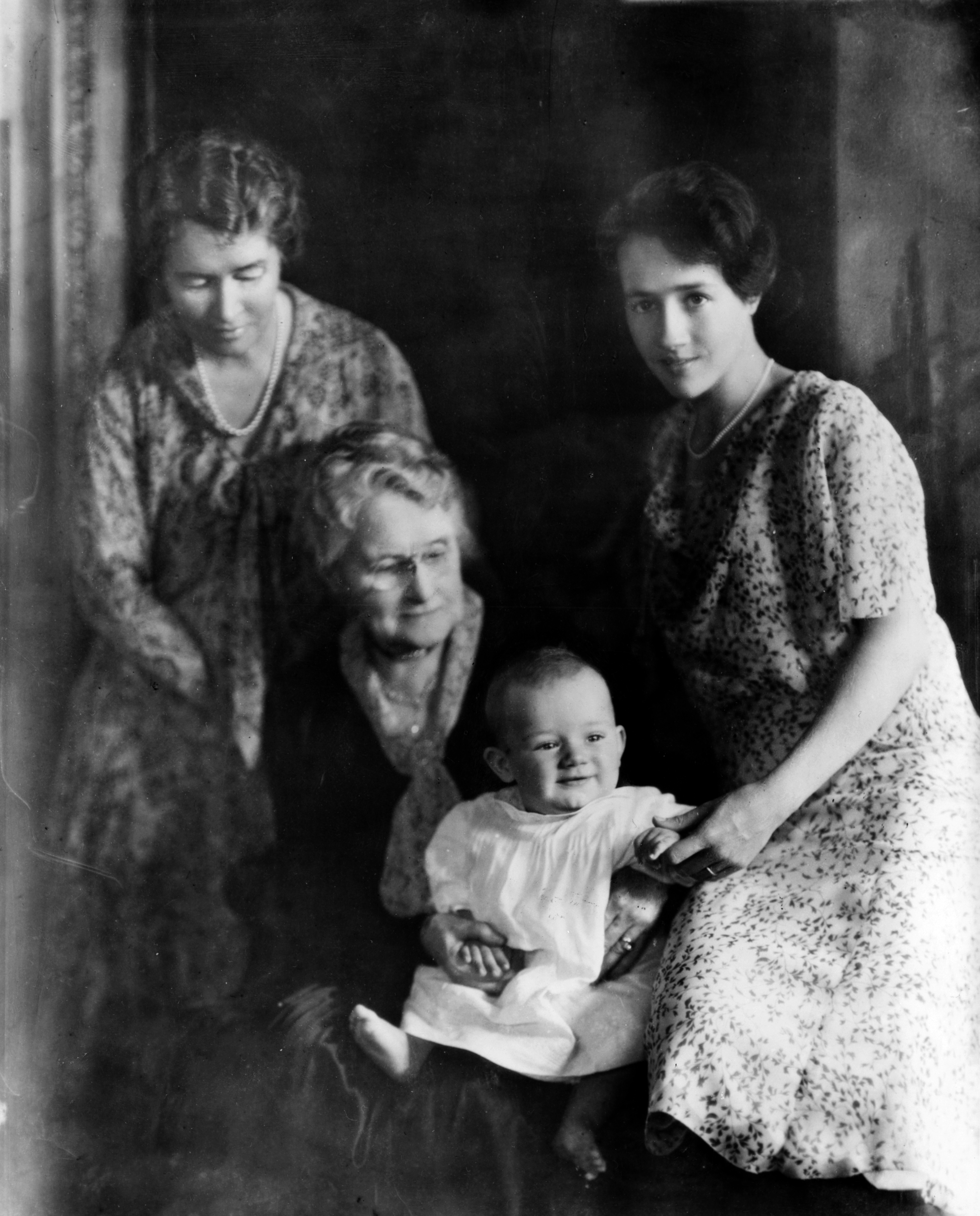
Anne Lindbergh i el seu fill Charles Jr, la seva mare i la seva àvia

Després de 45 anys de matrimoni, Charles Lindbergh va morir el 1974 quan la seva trajectòria personal s'havia tornat difícil i havia deixat de ser un heroi nacional per convertir-se en un personatge molt controvertit. Després de diversos episodis d'apoplexia a la dècada dels 90, Anne va morir l'any 2001 a la seva casa de Vermont als 94 anys. Després de la seva mort es va descobrir que Charles havia tingut tres fills amb una amant a qui va mantenir durant 17 anys, un fill amb la germana d'aquesta, i possiblement va tenir un altre també amb la seva secretària, la qual cosa va contribuir a formar el caràcter estoic d'Anne a les últimes dècades de la seva vida.

## Pilot aviadora

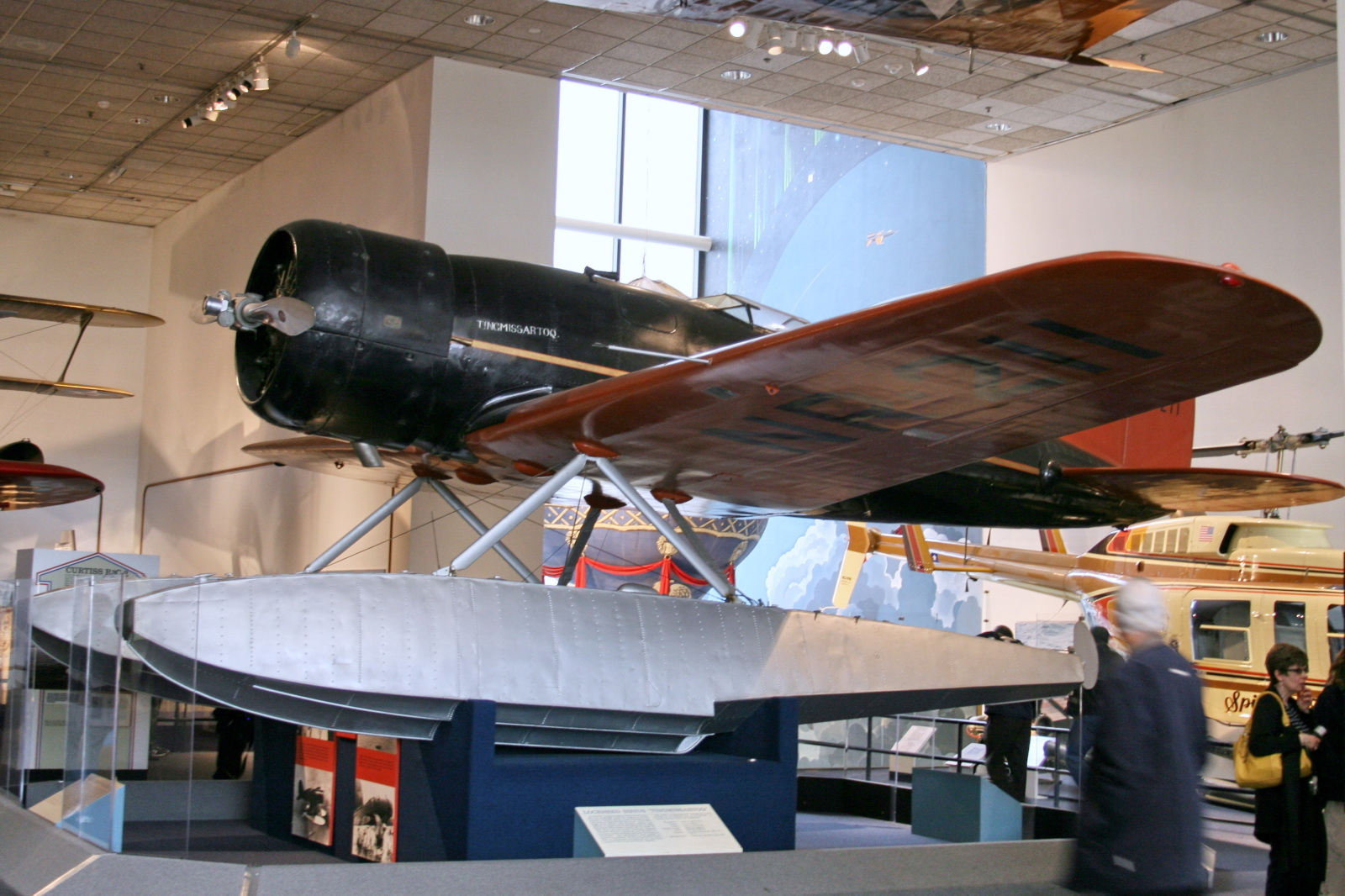
El Lockheed 8 Sirius, anomenat Tingmissartoq usat pels els Lindbergh en el seu treball d'establir rutes aèries es conserva en el National Air and Space Museum, Washington DC

Els primers anys del seu matrimoni, els Lindbergh els va passar volant gran part del temps. Anne va ser copilot i radioperadora i junts es van dedicar a traçar rutes aèries per a les línies comercials. El 1929 quan Mexicana d'Aviació va ser adquirida per Panamerican Airlines, els Lindbergh van participar en la inauguració d'alguns vols realitzant estudis aeris per tot Europa i el Carib facilitant així el naixement del servei postal aeri.
L'any 1931, Anne Morrow va obtenir la llicència de pilot, i juntament amb Charles es van dedicar a crear rutes aèries des del Canadà fins a Alaska, Japó i Xina. Per aquesta missió, els Lindbergh comptaven amb un Lockheed Model 8 Sirius monomotor i que van batejar com a Tingmissartoq, nom que en groenlandès vol dir "Aquell que vola com un ocell".
El 27 de juliol de 1931, juntament amb el seu marit Charles, van iniciar un vol de Nova York a Tòquio seguint la línia de l'equador terrestre. Un mes després, amb molts contratemps, van amarar a la badia de la capital del Japó. Les crònica d'aquell viatge quedà reflectida al llibre que Anne va escriure i que va tenir per títol, North to the Orient. El 1933 també amb el Sirius van emprendre un viatge de cinc mesos i mig i 46.800 km travessant l'Atlàntic i que va reflectir al llibre Llisten! the Wind.

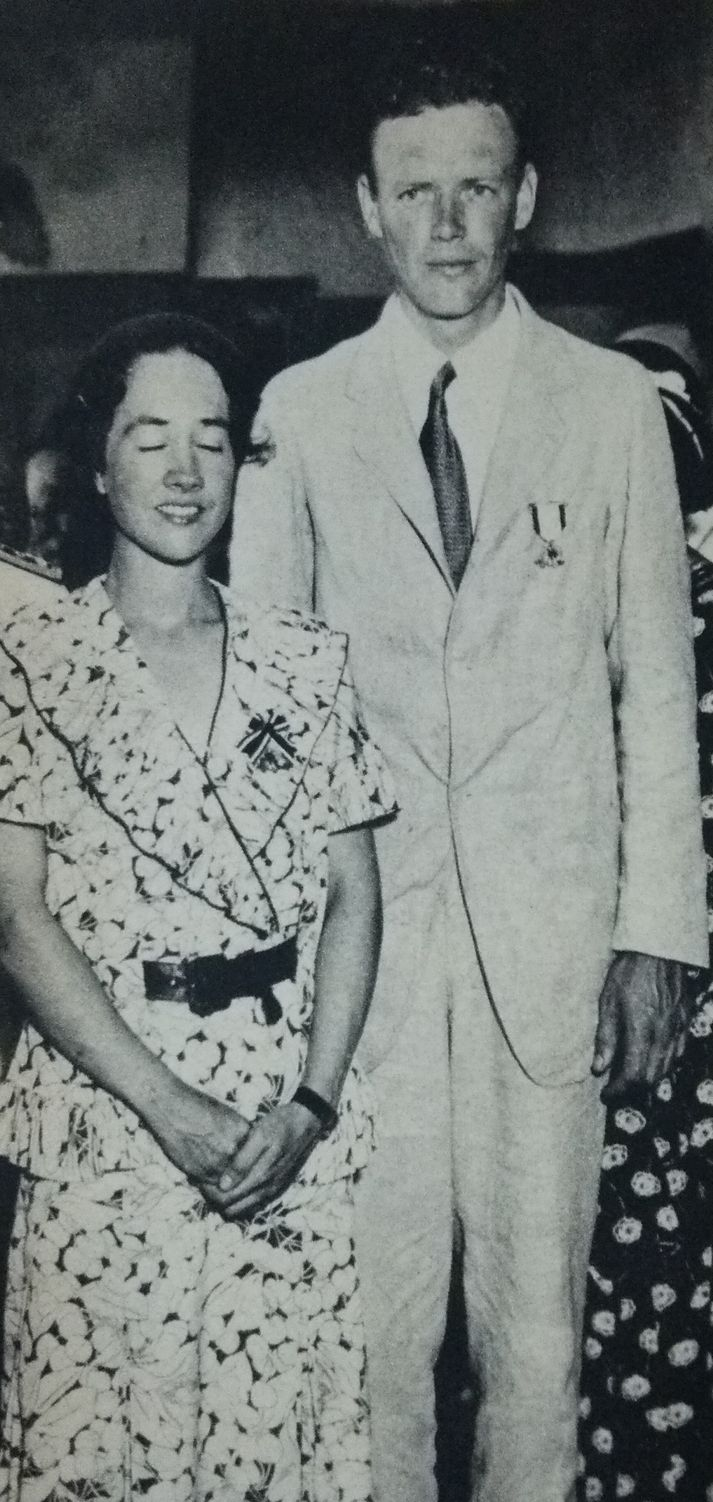
Els Lindbergh a la seva etapa d'obertura de rutes aèries

El 1933 Anne Morrow va rebre la Creu d'Honor de la Flag Association dels EUA per la seva participació en el traçat de rutes aèries transatlàntiques i la Women in Aerospace li va concedir el premi especial Aerospace Explorer com a reconeixement per la seva contribució al camp de l'aviació. L'any següent, 1934, la National Geographic Society li va atorgar la medalla d'or Hubbard pels 64.000 km recorreguts en vols d'exploració als cinc continents, al costat del seu marit.

## Escriptora
Anne Morrow Lindbergh va escriure més de 10 llibres i múltiples articles que van abastar els gèneres de la poesia i la no-ficció, tocant temes diversos com entre d'altres el paper de la dona al segle xx.
El 1955, va escriure Gift from the sea, la seva obra més popular que reflectia la vida de les dones nord-americanes de la seva època. El seu enfocament de superació personal va contribuir, probablement, al fet que hagi estat traduït a 45 idiomes.
Al llibre Earth Shine va descriure el primer viatge orbital a la Lluna de l'Apollo 8 des de Cape Kennedy, Florida.
Altres títols son: The Unicorn and Other Poems; Flower And The Nettleː Diaries And Letters, 1936-1939; Against Wind and Tide: Letters and Journals, 1947-1986 Així mateix, va escriure i va publicar cinc volums de diaris i cartes que abasten de 1922 a 1944.